# Werner Plappert
Werner Karl Wilhelm Plappert (* 19. März 1902 in Heilbronn; † zwischen 18. Februar 1970 und März 1974) war ein deutscher Jurist, Politiker und Zigarrenfabrikant. Er war erster Oberbürgermeister von Heidenheim an der Brenz nach dem Zweiten Weltkrieg. Wie einige andere Zeugen des HS-30-Skandals starb er unter bis heute nicht völlig geklärten Umständen.

## Leben

### Politischer Werdegang
Werner Plapperts Vater war Karl Wilhelm Plappert (* 1. Januar 1876; † im November 1933), der seit 1913 Teilhaber einer Zigarrenfabrik in Heidenheim war. Seine Mutter war Julia Plappert. Werner Plappert war promovierter Jurist (Studium in Tübingen) und trat 1934 als Teilhaber in die väterliche Zigarrenfabrik ein. Nach dem Zweiten Weltkrieg wurde er von der US-Militärregierung 1945/46 vorübergehend zum Oberbürgermeister von Heidenheim eingesetzt.
Angeblich schuldete er den Steuerbehörden seit 1952 mindestens 66.700 Deutsche Mark, ursprünglich sollten es ca. 1,5 Millionen DM gewesen sein. Es wurde behauptet, Plappert habe als Nachkriegsgewinnler sein Geschäft mit dem Verkauf von Tabak aus Wehrmachtsbeständen gemacht, der von der US-Army beschlagnahmt worden war. Von anderer Seite wurde gemutmaßt, dass die Steuerschuld aus dem HS-30-Geschäft gestammt hätte. Das Bundesfinanzministerium ließ im April 1967 wissen, dass es sich dabei um Rückstände an Abgaben aus den Jahren 1948 bis 1963 gehandelt hätte.
Der deutsche Zoll beobachtete Plappert seit 1952. Vorübergehend weilte er auch in Liechtenstein. Plappert selbst räumte ein, er habe in der Schweiz an mehreren Gesprächen über den Kauf des HS-30 teilgenommen. Er behauptete zudem, der Herstellerfirma Hispano Suiza (Suisse) habe es zunächst an Kapital gemangelt, sodass die damals in der Regierung befindliche CDU die Haushaltsmittel für den Kauf bewilligt habe und daraufhin im Jahr 1957 für ihren Wahlkampf etwa 50 Millionen DM erhalten hätte.
Über die steuerlichen Angelegenheiten Plapperts entschied derselbe Mann, der 15 Jahre zuvor über den Schützenpanzer entschieden hatte, nämlich der vormalige Bundesverteidigungsminister Franz Josef Strauß, der 1967 Bundesfinanzminister war. Ebenfalls 1967 wurden Plappert 700.000 DM Steuerschulden erlassen.

### Rolle im HS-30-Skandal
Plappert hatte der CDU im Zuge des HS-30-Skandals in den 1960er-Jahren vorgeworfen, sie habe beim Rüstungshandel um den Schützenpanzer HS 30 im Jahr 1957 aus einem „Luftgeschäft“ etwa 50 Millionen DM für Wahlkampfkosten abgezweigt, er wisse allerlei über den HS-30-Skandal und er kenne Bestechungslisten. Im Januar 1968 sollte er vor einem Parlamentarischen Untersuchungsausschuss aussagen, verweigerte jedoch zunächst mit dem Hinweis, es handele sich dabei um „Parteijustiz“, die Aussage. Später sagte er vor dem Ausschuss aus: „... auf deutscher Seite war das Panzergeschäft nur ein Mittel zur illegalen Parteienfinanzierung. Was dann geliefert wurde, war sekundär.“

### Verschwinden und Tod
Wenige Tage nach der Aussage vor dem Ausschuss wurde Plapperts Haus mit einer Zwangshypothek von 134.000 DM belegt. Nach der Zwangsversteigerung desselben verschwand er am 18. Februar 1970 spurlos. Seine Leiche wurde im März 1974 von Tauchern aus dem Bodensee bei Überlingen geborgen und später identifiziert.

## Dokumentationen
- Jean-Michel Meurice: Schwarze Kassen. Dokumentarfilm, ARTE France, Maha und Anthracite (2008), Jean-Michel Meurice, Frankreich 2008.